# Sivanesania
Sivanesania es un género de hongos en la familia Botryosphaeriaceae que contiene una sola especie Sivanesania rubi.